# Отрадово (Одесская область)
Отрадово (укр. Одрадове) — село, относится к Раздельнянскому району Одесской области Украины.
Население по переписи 2001 года составляло 314 человека. Почтовый индекс — 67476. Телефонный код — 4853. Занимает площадь 0,646 км². Код КОАТУУ — 5123981407.

## Местный совет
67470, Одесская обл., Раздельнянский р-н, с. Егоровка